# Всесвітня федерація бадмінтону
Всесвітня федерація бадмінтону (БВФ) (англ. Badminton World Federation, BWF) — міжнародний керівний орган з бадмінтону. Заснована у 1934 році як Міжнародна федерація бадмінтону, до якої увійшли 9 асоціацій (Англія, Данія, Канада, Ірландія, Італія, Нідерланди, Нова Зеландія, Шотландія, Уельс, Франція). Нині об'єднує 180 членів національних федерацій усіх п'яти континентів. Мета БВФ — популяризація бадмінтону у світі.
БВФ визнана МОК. Бадмінтон включений в офіційну програму Олімпійських ігор з 1992 року. Спочатку розігрувались 4 комплекти нагород в одиночному і парному розрядах серед чоловіків і жінок. З 1996 року в програму введений змішаний розряд. БВФ є членом Асоціації міжнародних федерацій олімпійських літніх видів спорту.
Починаючи з 1977 року проводяться чемпіонати світу з бадмінтону. Також розігрується Кубок Томаса, який практично є неофіційним командним чемпіонатом світу. Змагання з бадмінтону включені у програму Азійських ігор та Ігор Співдружності. Окрім цього, проводяться чемпіонати Азії і Європи.
24 вересня 2006 року на позачергових загальних зборах у Мадриді було прийнято рішення про перейменування у Всесвітню федерацію бадмінтону (БВФ). З часу заснування до 1 жовтня 2005 року штаб квартира знаходилась у Челтнемі, Велика Британія. Нині штаб квартира знаходиться в Куала-Лумпурі, Малайзія. Президент федерації Кан Юн Джун (Південна Корея).
У листопаді 2023 року федерація призупинила повноваження РФ за посягання на тимчасово окуповані регіони України.

## Регіональні конфедерації
БВФ співпрацює з регіональними керівними органами з метою популяризації бадмінтону у світі, серед них:

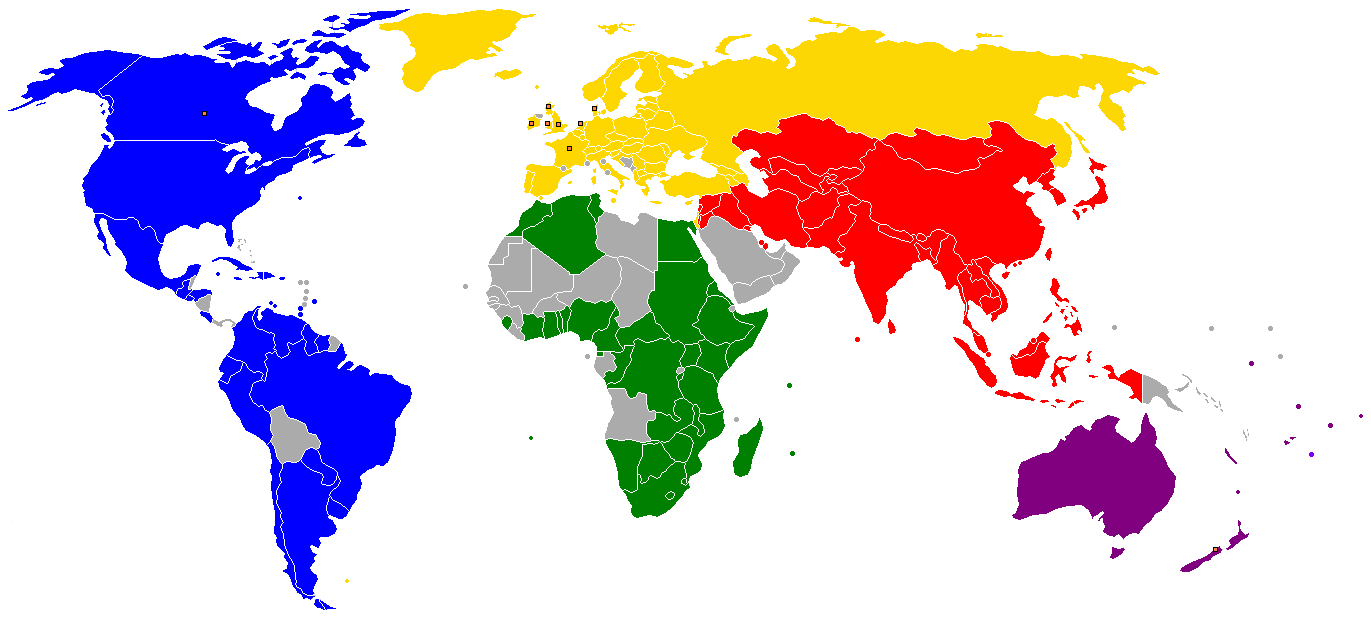
Мапа світу з п'ятьма конфедераціями

|        | Регіон  | Конфедерація                   | Абревіатура | Члени |
| ------ | ------- | ------------------------------ | ----------- | ----- |
|        | Азія    | Конфедерація бадмінтону Азії   | БАК         | 39    |
|        | Європа  | Бадмінтон Європи               | БЄ          | 51    |
|        | Америка | Бадмінтон Пан Ам               | БПА         | 31    |
|        | Африка  | Конфедерація бадмінтону Африки | БАК         | 33    |
|        | Океанія | Бадмінтон Океанії              | БО          | 11    |
| Всього | Всього  | Всього                         | Всього      | 165   |

## Президенти
| No. | Роки       | Ім'я                | Країна          |
| --- | ---------- | ------------------- | --------------- |
| 1   | 1934—1955  | Джордж Алан Томас   | Велика Британія |
| 2   | 1955—1957  | Дж Планкетт-Діллон  | Ірландія        |
| 3   | 1957—1959  | Р. Брюс Гей         | Велика Британія |
| 4   | 1959—1961  | А.К.Й. Ван Фоссен   | Нідерланди      |
| 5   | 1961—1963  | Дж.Д.М. Маккаллум   | Ірландія        |
| 6   | 1963—1965  | Н.П. Крістенсен     | Данія           |
| 7   | 1965—1969  | Д.Л. Блумер         | Велика Британія |
| 8   | 1969—1971  | Г.Ф. Чілтон         | Велика Британія |
| 9   | 1971—1974  | Феррі А. Сонневілль | Індонезія       |
| 10  | 1974—1976  | С. Ваєтт            | Велика Британія |
| 11  | 1976—1981  | С. Молін            | Швеція          |
| 12  | 1981—1984  | Крейг Ріді          | Велика Британія |
| 13  | 1984—1986  | П.Е. Нільсен        | Данія           |
| 14  | 1986—1990  | І.Д. Палмер         | Нова Зеландія   |
| 15  | 1990—1993  | А.Е. Джонс          | Велика Британія |
| 16  | 1993—2001  | Лу Шенгронг         | КНР             |
| 17  | 2001 —2005 | Корн Даббарансі     | Таїланд         |
| 18  | 2005—2009  | Кан Юн Джун         | Південна Корея  |
| 19  | 2009—2013  | Кан Юн Джун         | Південна Корея  |

## Турніри
БВФ регулярно проводить сім головних міжнародних змагань з бадмінтону:
- Олімпійські ігри разом із Міжнародним олімпійським комітетом
- Чемпіонат світу
- Юніорський чемпіонат світу
- Кубок Томаса
- Кубок Убера
- Кубок Судірмана
- Суперсерія БВФ